# 심리통계학
심리통계학(Psychological statistics)은 공식, 정리, 숫자 및 법칙에 기반한 통계학(statistics)을 심리학(Psychology)에 적용하는 것이다. 심리학에 대한 통계적 방법에는 개발 및 응용 통계 이론과 심리 데이터 모델링 방법이 포함된다. 이러한 방법에는 심리 측정, 요인 분석, 실험 설계 및 다변량 행동 연구가 포함된다.

## 같이 보기
- 심리측정학
- 연구방법론
- 수리심리학